# باتريك شوفيل
باتريك شوفيل (بالفرنسية: Patrick Chauvel)‏ (و. 1949 – م) هو مراسل عسكري، وصحفي، وممثل، ومصور، ومصور أخبار من فرنسا . ولد في باريس .

## روابط خارجية
- باتريك شوفيل على موقع IMDb (الإنجليزية)
- باتريك شوفيل على موقع قاعدة بيانات الفيلم (الإنجليزية)